# Carl Pontus Hjorthén
Carl Pontus Hjorthén, som barnskådespelare kallad Pontus Hjorthén Nilsson, född 23 augusti 1970 i Göteborg, är en svensk dokumentärfilmare och skådespelare.
Hjorthén är son till skådespelaren Carl-Ivar Nilsson och Liliane Hjorthén. Som barn och ung vuxen spelade han son till sin fars rollkaraktär Willy Strid i TV-serien Hem till byn. Han har i många år bott i Spanien men bor numera åter i Sverige. I samarbete med Martin Jönsson har han gjort flera dokumentärfilmer som nått internationella framgångar, bland annat Hemligheten (2009), som berättar om Carl-Ivar Nilssons liv, och Fotbollens sista proletärer (2011) om IFK Göteborgs framgångar på 1980-talet. Ett nytt liv (2014) handlar om Inge Schiöler och Göteborgskoloristerna. 2018 hade långfilmsdokumentären Europas Brasilia premiär på SVT. Dokumentären Vi är barn av vår tid berättar i två delar om den fria musik- och teatergruppen Nationalteatern och visades i SVT våren 2021. Hjorthén är även konstnärlig ledare för Moldox International film festival for Social Change i Moldavien. 
Hjorthén driver sedan 2009 filmproduktionsbolaget Svenska Filmstudion tillsammans med Kalle Gustafsson Jerneholm och Martin Jönsson.

## Priser och utmärkelser
- Audience award at Docupolis Barcelona 2008 for Mari Carmen España - End of Silence
- Nominee Fipa d'or at FIPA Biarritz 2008 for Mari Carmen España - End of Silence
- Special mention of the jury at Docs DF, Mexico 2009 for Mari Carmen España - End of Silence
- Nöjesguidens stora Göteborgspris 2011 för Fotbollens sista Proletärer
- Best football film 2011 Sport film festival Palermo Italia
- Royalbiografens vänner stipendium 2015
- Göteborgs stads kulturstipendium 2016

## Filmografi (urval)
- 1971 till 1995 - Hem till byn
- 2008 – Mari Carmen España: Tystnadens slut
- 2009 – Hemligheten
- 2011 – Fotbollens sista proletärer
- 2014 – Ett nytt liv
- 2018 – Europas Brasilia
- 2021 – Vi är barn av vår tid